# Robert Gordon Sproul
Pour les articles homonymes, voir Robert Sproul.
Robert Gordon Sproul (né le 22 mai 1891 à San Francisco et mort le 10 septembre 1975 à Berkeley) est le premier président du système de l'université de Californie (1952-1958).
Auparavant, il est le dernier président (11e) de l'université de Californie à Berkeley, servant de 1930 à 1952.